# 日本の恋と、ユーミンと。
『日本の恋と、ユーミンと。』（にほんのこいと、ユーミンと。）は、松任谷由実（ユーミン）のベスト・アルバム（初回生産限定盤:TOCT-29100/29102、通常盤:TOCT-29103/29105）。2012年11月20日にEMIミュージック・ジャパンよりリリースされた。

## 解説
- デビュー40周年を記念して企画されたベスト・アルバム（厳密にいうとオールタイム・ベスト）。デビューから現在までに発表された全楽曲の中から選び抜かれたラヴ・ソング45曲と、スペシャル・トラック1曲を加えた全46曲を最新リマスタリングを施して収録。中には初収録となる楽曲も数多い。
- 選曲に松任谷本人は関わっておらず、歴代スタッフやレコード会社の女性社員の意見を参考に選曲されている。松任谷曰く「私から見ればすべての曲が等しく光っていて、選べなかった」[15]。
- 初回限定盤のみ、秘蔵映像やこれまでのライブの中からベストパフォーマンスを厳選して収録した特典DVD「観るベスト YUMING SUPER PERFORMANCE」付、スペシャルスリーブ仕様となっている。松任谷のアルバム作品に初めて、特典DVDが付いた。
- 発売に先駆け、YouTubeではスペシャル・トラックを除く45曲がスライドショーにて一部視聴が可能である。
- 日本テレビ系ドラマ「ピン女のメリークリスマス」（2012年12月17日・18日・19日）の主題歌・挿入歌をこのアルバムから選曲。
- 第5回CDショップ大賞 ベスト盤アルバム賞を受賞。
- 発売翌年の2013年にEMIミュージック・ジャパンがユニバーサルミュージックに吸収合併されたため、EMIからのリリースは本作が最後となった。
- 2015年、100万枚出荷達成を記念して、11月25日に同作の記念盤「日本の恋と、ユーミンと。-GOLD DISC Edition-」がユニバーサルミュージックから発売。「気づかず過ぎた初恋」のスペシャルバージョン追加収録される。また、初回出荷分には、純金の反射板を使ったゴールドディスク（GOLD CD）がランダムで100セット出荷される[16]。
- 5年後の45周年には、本作収録の裏を対する続編として、初めて松任谷自身が本作未収録曲から45曲厳選に至った “2部作完結編” アナザー・ベストアルバム『ユーミンからの、恋のうた。』が、2018年4月11日にリリースされた[17]。

## 記録
- オリコンでは、初登場1位を記録した。アルバム首位を記録したのは、『sweet,bitter sweet〜YUMING BALLAD BEST』以来、11年ぶりで22作目となった。アルバム総売上枚数は3015.4万枚に到達し、ソロアーティスト並びに女性アーティスト史上初の「アルバム総売上3000万枚」を突破した。今作で首位を獲得したことにより、1970・1980・1990・2000・2010年代による5つの10年代連続で首位を獲得したことになり、アルバムでは德永英明、桑田佳祐、山下達郎（3人とも1980・1990・2000・2010年代）が保持していた記録を塗り替えた。また、58歳10か月でのアルバム首位は女性最年長記録。竹内まりやが『Expressions』（2008年10/27付）で記録した53歳7か月を更新した[18]。
- この記録について松任谷は、「40年、そして3000万枚…デビューした時には想像もしなかった時間と数字です。これは、私の1曲、1枚が、聴いてくれた1人1人と素敵な時間を過ごしてきたという“証（あかし）”なのかなと思っています。感謝とともに」とコメントしている[18]。
- このアルバムの発売5年後に発売されたベストアルバム「ユーミンからの、恋のうた。」が発売された際に、このアルバムの売り上げも伸ばし、「ユーミンからの、恋のうた。」が初登場1位を獲得するした週に8位にランクインされ、ランキングトップ10に2作同時ランクインの記録を打ち立てた[19]。この新作と旧作のベストアルバムの2作同時トップ10入りは、後にサザンオールスターズの「海のOh, Yeah!!」、「海のYeah!!」にも見られた[20]。
- 2018/5/28付オリコン週間アルバムランキングで累積売上枚数が1,001,408枚（2015年11月25日発売の『～ -GOLD DISC Edition-』の累積売上30,699枚を含む）となり、自身通算10作目のアルバムミリオンを達成した[21]。
- 2018/10/8付、10/15付、10/22付オリコン週間デジタルアルバムランキングで1位を獲得。女性アーティストによる3週連続デジタルアルバム1位の快挙は、7/9付、7/16付、7/23付で『初恋』が1位を記録した宇多田ヒカルに続いて2人目[22]。

## 収録曲
- 特記のない限り、作詞・作曲：松任谷（荒井）由実　編曲：松任谷正隆

### Disc 1
1. やさしさに包まれたなら (3:11)
3rdシングル、2ndアルバム『MISSLIM』より。
2. 守ってあげたい (4:27)
17thシングル、12thアルバム『昨晩お会いしましょう』より。
3. 卒業写真 (4:11)
3rdアルバム『COBALT HOUR』より。
4. Hello, my friend (4:32)
25thシングル、26thアルバム『THE DANCING SUN』より。
5. DOWNTOWN BOY (4:01)
16thアルバム『NO SIDE』より。
6. 恋人がサンタクロース (5:03)
10thアルバム『SURF&SNOW』より。
7. ダンデライオン〜遅咲きのたんぽぽ (4:22)
19thシングル、15thアルバム『VOYAGER』より。
8. ルージュの伝言 (3:05)
5thシングル、3rdアルバム『COBALT HOUR』より。
9. Sunny day Holiday (4:59)
31stシングル、29thアルバム『スユアの波』より。
ベスト・アルバム初収録
10. 魔法のくすり (3:58)
6thアルバム『流線形'80』より。
ベスト・アルバム初収録
11. acacia [アカシア] (4:13)
31stアルバム『acacia』より。
12. 青いエアメイル (4:19)
7thアルバム『OLIVE』より。
13. 時をかける少女 (3:38)
19thシングルc/w、15thアルバム『VOYAGER』より。
14. ベルベット・イースター (3:42)
1stアルバム『ひこうき雲』より。
15. 12月の雨 (3:09)
4thシングル、2ndアルバム『MISSLIM』より。
16. A HAPPY NEW YEAR (3:44)
18thシングルc/w、12thアルバム『昨晩お会いしましょう』より。

### Disc 2
1. 真珠のピアス (5:42)
13thアルバム『PEARL PIERCE』より。
2. あの日にかえりたい (3:40)
6thシングル
3. 海を見ていた午後 (4:05)
2ndアルバム『MISSLIM』より。
4. 中央フリーウェイ (3:40)
4thアルバム『14番目の月』より。
5. 埠頭を渡る風 (4:37)
12thシングル、6thアルバム『流線形'80』より。
6. ノーサイド (4:43)
16thアルバム『NO SIDE』より。
7. 青春のリグレット (3:54)
17thアルバム『DA・DI・DA』より。
8. BLIZZARD (4:32)
16thアルバム『NO SIDE』より。
9. 幸せになるために (3:47)
34thシングル、31stアルバム『acacia』より。
10. シンデレラ・エクスプレス (3:47)
17thアルバム『DA・DI・DA』より。
11. DANG DANG (5:27)
13thアルバム『PEARL PIERCE』より。
12. わき役でいいから (4:28)
11thアルバム『水の中のASIAへ』より。
ベスト・アルバム初収録
13. 14番目の月 (3:25)
4thアルバム『14番目の月』より。
ベスト・アルバム初収録
14. 翳りゆく部屋 (4:47)
7thシングル
15. 水の影 (4:02)
9thアルバム『時のないホテル』より。
ベスト・アルバム初収録

### Disc 3
1. リフレインが叫んでる (4:17)
20thアルバム『Delight Slight Light KISS』より。
2. ダイアモンドダストが消えぬまに (4:36)
19thアルバム『ダイアモンドダストが消えぬまに』より。
3. 真夏の夜の夢 (5:02)
24thシングル、25thアルバム『U-miz』より。
4. ANNIVERSARY (4:51)
23rdシングル曲、21stアルバム『LOVE WARS』より。
5. 春よ、来い (4:44)
26thシングル、26thアルバム『THE DANCING SUN』より。
6. Happy Birthday to You～ヴィーナスの誕生 (5:06)
23rdアルバム『DAWN PURPLE』より。
ベスト・アルバム初収録
7. WANDERERS (4:25)
21stアルバム『LOVE WARS』より。
ベスト・アルバム初収録
8. ガールフレンズ (3:59)
15thアルバム『VOYAGER』より。
ベスト・アルバム初収録
9. 哀しみのルート16 (3:06)
34thアルバム『A GIRL IN SUMMER』より。
10. SWEET DREAMS (4:03)
22ndシングル、19thアルバム『ダイアモンドダストが消えぬまに』より。
11. カンナ8号線 (4:46)
12thアルバム『昨晩お会いしましょう』より。
12. DESTINY (4:39)
8thアルバム『悲しいほどお天気』より。
13. ダンスのように抱き寄せたい (4:58)
40thシングル、36thアルバム『Road Show』より。
ベスト・アルバム初収録
14. ひこうき雲 (3:22)
2ndシングルc/w、1stアルバム『ひこうき雲』より。
15. 青い影 / Procol Harum feat. Yuming (7:23)
（作詞・作曲：Keith Reid, Gary Brooker, Matthew Fisher　編曲：Procol Harum）
※ 新録
プロコル・ハルムのカバーで、松任谷自身が「シンガーソングライターとして生きてゆく道を拓いてくれた曲」と公言する楽曲[15]。プロコル・ハルム自身が演奏で参加している。
2012年5月に手紙で共演のオファーを出したところ、プロコム・ハルム側がこれを快諾しコラボレーションが実現。9月にアビーロード・スタジオにてレコーディングが行われた[23]。
「『青い影』を収録する事ではじめてこのベスト・アルバムは“私の軌跡”と言えるアルバムになったのかもしれません」と松任谷は語っている[15]。
なお、本作発売直後には、プロコル・ハルムとのスプリット・ツアーが行われた。
16. 気づかず過ぎた初恋 (Extra Winter Version)
※「日本の恋と、ユーミンと。-GOLD DISC Edition-」に追加収録。
松任谷正隆が新たなアレンジを施したスペシャル・バージョン[16][24]。

### 初回特典DVD『観るベスト YUMING SUPER PERFORMANCE』
1. 翳りゆく部屋 (ミュージック・クリップ)
初映像化。
2. REINCARNATION
「1981 Yuming Visual Volume1」より。初DVD化。
3. WANDERERS
「WINGS OF LIGHT "THE GATES OF HEAVEN" TOUR」
「INTO THE DANCING SUN」
「YUMING SPECTACLE SHANGRILA II」
「THE LAST WEDNESDAY TOUR 2006～HERE COMES THE WAVE～」 より。
4. 真夏の夜の夢
「INTO THE DANCING SUN」
「YUMING SPECTACLE SHANGRILA 1999」
「YUMING SPECTACLE SHANGRILA III〜A DREAM OF DOLPHINE〜」　より。
5. 時のないホテル
「WINGS OF LIGHT ”THE GATES OF HEAVEN” TOUR」より。
6. あの日にかえりたい
「Yumi Arai The Concert with old Friends」より。
7. 心のまま
「YUMING SURF & SNOW in Zushi Marina Vol.16」より。
8. 夕涼み
「THE LAST WEDNESDAY TOUR 2006～HERE COMES THE WAVE～」より。
9. 人魚になりたい
「YUMING SPECTACLE SHANGRILA 1999」より。
10. SWEET DREAMS
「YUMING SPECTACLE SHANGRILA II」より。
11. Happy Birthday to You〜ヴィーナスの誕生
「YUMING SPECTACLE SHANGRILA III～A DREAM OF A DOLPHIN～」より。
12. 卒業写真
「Yumi Matsutoya～The Session at Stellar Ball」より。初映像化。

## 参加ミュージシャン
オリジナルアルバムを参照。
『青い影／Procol Harum feat. Yuming』
- ピアノ : Gary Brooker
- ハモンドオルガン : Josh Phillips
- ギター : Geoff Whitehorn
- ドラム : Geoff Dunn
- ベース : Matt Pegg